# INS Gal
L'INS Gal est un sous-marin de classe Gal de la marine israélienne, navire de tête de sa classe.

## Conception
La classe Gal a été la première classe de sous-marins de la marine israélienne construite selon ses propres spécifications. Elle supplante les générations précédentes de sous-marins qui ont été employés à partir de 1958 par la marine israélienne : des bateaux de classe S et de classe T britanniques. Quoique rénovés et modernisés, ils restaient des sous-marins dont la conception de la coque remontait à la décennie précédant la Seconde Guerre mondiale.
Après la perte en 1968 de l’INS Dakar (un ancien sous-marin britannique de classe T de la Seconde Guerre mondiale) de nombreuses limitations ont été imposées à ses deux sister-ships restants. Il était clair qu’Israël devrait bientôt acquérir de nouveaux sous-marins. La marine israélienne a donc décidé que sa prochaine génération de sous-marins seraient des constructions neuves. De plus, la marine israélienne avait des besoins particuliers. L’expérience acquise avec les sous-marins existants avait montré l’inadaptation des grands sous-marins océaniques à l’ancienne, construits pendant la Seconde Guerre mondiale. Les futurs sous-marins de la marine israélienne devaient être petits, rapides, modernes.
La réponse à ces besoins fut trouvée dans le sous-marin allemand de type 206A. Sur cette base, la marine israélienne a apporté des changements importants. Les sous-marins de classe Gal étaient petits, silencieux, sûrs et technologiquement avancés pour leur époque. Leur petite taille les rendait très difficiles à détecter et idéaux pour les fréquentes missions côtières de la marine israélienne. Ils avaient un petit équipage, équivalent à un tiers de l’équipage nécessaire pour exploiter les sous-marins plus anciens. Leur autonomie était réduite, mais conforme aux exigences d’une guerre avec des ennemis à proximité d’Israël. Malgré leur petite taille, les sous-marins Gal étaient équipés des meilleures armes, des meilleurs systèmes d’observation, d’écoute et électroniques de l’époque. Petits et sophistiqués, leurs petites dimensions rendaient leur détection difficile. Ces sous-marins avaient la particularité d'être entièrement peints en vert.
Pour des raisons politiques, les trois nouveaux sous-marins de classe Gal ont été construits selon un projet conjoint entre l’Allemagne, la Grande-Bretagne et Israël, en Grande-Bretagne au chantier naval Vickers, à Barrow-in-Furness, Angleterre, sous la supervision du chantier allemand Ingenieurkontor Lübeck (IKL) GmbH de Kiel. Trois sous-marins ont été construits au début des années 1970 : les INS Gal (72), Tanin (74) et Rahav (76),.
Les sous-marins de classe Gal avaient un déplacement de 420 tonnes en surface et 600 tonnes en plongée, une longueur hors-tout de 45 m, un maître-bau de 4,70 m, un tirant d'eau de 3,80 m. Ils étaient armés de six tubes lance-torpilles de 533 mm à l’avant, avec 10 torpilles à bord, et manœuvrés par un équipage de 23 hommes.

## Engagements
Le premier sous-marin, l’INS Gal (en hébreu, « vague ») a été mis sur cale en 1973, lancé le 2 décembre 1975 et mis en service en 1976. L’INS Tanin et l’INS Rahav ont été produits et lancés au cours des deux années suivantes. L’INS Gal a été endommagé par un échouement lors de son voyage de livraison, mais il a été réparé. Il est arrivé à Haïfa en décembre 1976, sous le commandement du lieutenant-colonel Israël (le cinquième commandant de la flotte). Le deuxième sous-marin (INS Tanin) est également arrivé à son port d’attache en juillet 1977, sous le commandement du capitaine Doron Amir. Le troisième sous-marin, l’INS Rahav, est arrivé aussi à Haïfa un an après l’arrivée du Gal, sous le commandement du capitaine Amiram Einat. C’était la première fois que la marine israélienne avait trois sous-marins neufs et modernes en service actif.
Ils ont servi de 1976 à 2003, années au cours desquelles ils ont pris part à d’innombrables actions et opérations, avec des résultats impressionnants. Les missions de la classe Gal comprenaient le renseignement, la surveillance, l’embarquement de forces spéciales et l’interdiction en mer. C’est ce qui s’est passé lorsque la guerre à la frontière nord de l’État israélien contre les organisations terroristes basées au Liban a commencé à s’intensifier. Bientôt, il y a eu trois sous-marins opérationnels participant à la guerre contre les organisations terroristes et le terrorisme. La plupart des épisodes de ce combat sont encore classés « Top Secret », mais la contribution de l’escadrille de sous-marins à la guerre contre les terroristes fut de la plus haute importance et irremplaçable.
Les sous-marins de classe Gal ont joué un rôle important dans la guerre du Liban qui a éclaté en 1982, et a montré que la vision des planificateurs dirigés par Ivan Dror était correcte. Les petits sous-marins sont rapides, ont une grande maniabilité avec un personnel technique petit mais professionnel. 
La classe Gal a reçu de nombreuses améliorations au cours de sa vie opérationnelle. En 1983, des améliorations majeures furent apportées, comprenant l’installation de systèmes d’armes modernes comme le missile de croisière UGM-84 Harpoon et son système de conduite de tir associé. En 1987, les nouvelles torpilles NT 37E ont remplacé les anciens modèles Mark 37. Au cours des années 1990, les navires n’étaient plus adaptés aux dernières technologies dans la détection des sous-marins et les équipements de conduite de tir. Tous les bateaux ont été largement révisés en 1994-1995, recevant des capteurs améliorés et des systèmes de contrôle de tir. Cette série de programmes de modernisation et de modification a permis un fonctionnement efficace des sous-marins jusqu’au début du XXIe siècle.
Au début des années 1980, la conception d’un nouveau sous-marin a commencé à prendre forme : la classe Dolphin. Lorsque Israël a reçu en 2000 d’Allemagne les nouveaux sous-marins de classe Dolphin et qu’ils ont été mis en service, les anciens bateaux de classe Gal ont été mis hors service et éliminés progressivement. Ils ont été envoyés à Howaldtswerke-Deutsche Werft en Allemagne pour y être vendus. En collaboration avec l’Unité des musées du ministère de la Défense israélien et l’Association des sous-mariniers, le chantier naval allemand HDW a fait don de la préparation et du retour de l’INS Gal en Israël pour y devenir un navire musée. En octobre 2007, après avoir été préparé à HDW (son poids étant descendu à 450 tonnes), il a été embarqué à Kiel sur un navire transporteur de colis lourds. Une fois à Haïfa, il a été transféré sur une remorque construite sur mesure. Lors de son déplacement du port jusqu’au musée, des poteaux électriques et une passerelle piétonne de 200 tonnes ont été temporairement retirés pour permettre au sous-marin de passer. Il est maintenant exposé au musée de la Marine israélienne à Haïfa, aux côtés de l’INS Af Al Pi Chen, de l’INS Mivtach et d’autres souvenirs importants de l’histoire de l’immigration clandestine et de la marine.